# Молибдомантија
Молибдомантија представља технику прорицања  коришћењем растопљеног метала. Обично се растопљено олово или у новије време калај. Ова традиција постоји у бројним културама, укључујући Аустрију, БиХ, Србију, Бугарску, Немачку, Финску, Естонију, Летонију, Швајцарску, Чешку Републику и Турску. Најпознатији облик молибдомантије у нашој култури је саливање страве. Неки облици ове праксе који укључују испијање воде у којој је олово истопљено су показали потенцијално штетне ефекте по људско здравље.

## Метод
Облици од олова или калаја топе се у металној кутлачи изнад пламена, а затим се растопљена течност сипа у воду. Добијени облик се или директно тумачи као предзнак будућности, или се ротира под светлошћу свеће како би се створиле сенке, чији се облици затим тумаче. Облици се симболички интерпретирају – на пример, пенаста површина означава новац, крхки или сломљени облик несрећу. Облик олова пре топљења може се односити на одређену област живота. На пример, бродови симболизују путовања, кључеви напредовање у каријери, итд.

## Праксе

### Предвиђање будућности у наредној години
У земљама немачког говорног подручја, распрострањен је обичај познат као Bleigießen, који у преводу значи  "топљење олова", где се уочи Нове године олово топи у води, где се добијени облици тумаче како би се предвидела будућност у наредној години. На пример, ако се формира облик кугле, то значи да ће срећа "скотрљати" ка вама, док облик мача симболизује храброст за преузимање ризика. Последњих година, олово је због своје токсичности замењено калајем или чак воском.
Финска такође има обичај топљења олова уочи Нове године, а обичај се традиционално изводи групно са породицом и пријатељима.
У Чешкој постоји обичај предвиђања будућности у наредној години, али он се изводи на дан Божића.
У Европској Унији, 2018. године законом је забрањена продаја прибора за топљење олова због његове токсичности, тако да је ова традиција настављена топљењем калаја или воска.

### Магијски ритуали за лечење менталних проблема
Молибдомантија се користи и у разним облицима народне медицине, где се топљењем олова изводе ритуали за решавање менталних проблема. На Балкану је распрострањен обичај саливања страве, где се особа ослобађа страве, што је назив за ширу групу анксиозних поремећаја. У саливању страве кључни елементи су олово и вода, као и бајалица која се изговара, где се верује да страх прелази у олово, или да представља његову материјалну репрезентацију. У Турској овај обичај је познат као Kurşun dökme, изводи се ради отклањања злих сила, и сличан је саливању страве на Балкану, с тим што се у воду у којој се олово топи додаје хлеб и лук, а акценат је више на самом диму који настаје приликом гашења олова. Неки турски аутори овај обичај повезују са турским предисламским веровањима попут култа ватре.
У Јеврејској традицији Сегуле, присутан је обичај сличан саливању страве, где се такође топи олово у води како би се у њему приказао узрок страха а том приликом особа која изводи ритуал изговара стихове из Псалма.

## Приказ у култури
Пушкин у свом роману Евгеније Оњегин, приказује Татјану која врши прорицање будућности на основу топљења воска и тумачења добијених облика након гашења.